# Hady Habib
Hady Habib (in arabo هادي حبيب‎?; Houston, 21 agosto 1998) è un tennista libanese con cittadinanza statunitense.

## Biografia
Habib è nato negli USA, da padre libanese e madre iraniana, parla inglese, persiano e arabo. Si è laureato alla Texas A&M University e ha giocato per gli USA fino al 2018, anno in cui è passato a rappresentare il Libano.
Habib attualmente rappresenta il Libano in Coppa Davis, dove ha un bilancio di 15 vittorie su 20 match in singolare e di 4 successi su 5 match in doppio. Ha gareggiato per il suo paese natale, gli Stati Uniti, fino al 4 giugno 2018.
Insieme a Benjamin Hassan è stato il primo tennista libanese a competere alle Olimpiadi, nel 2024: i due hanno giocato sia in singolo in doppio. In quest'ultima specialità sono usciti al primo turno; ma a differenza di Hassan, Habib è stato eliminato all'esordio anche in singolare.
Nel dicembre 2024 è diventato il primo libanese in grado di vincere un titolo ATP Challenger, a Temuco, mentre il mese successivo ha superato le qualificazioni per gli Australian Open ottenendo così la prima presenza per il Libano in un torneo dello Slam.